# Yang Hengjun
Pour les articles homonymes, voir Yang.
Yang Hengjun, né en 1965 dans la province du Hubei en Chine, est un romancier australien.

## Biographie
Yang Hengjun a étudié le droit à la prestigieuse université Fudan à Shanghai. Il a travaillé au ministère des Affaires étrangères, puis a déménagé à Sydney et a commencé à écrire des romans d'espionnage. Un roman populaire, Fatal Weakness, sur l'espionnage et la corruption gouvernementale impliquant la Chine et les États-Unis, a été le premier d'une trilogie. Fatal Weapons et Fatal Pursuit sont les suivants ; ils ont été publiés sur Internet. Yang Hengjun écrit fréquemment sur des blogs personnels sur au moins cinq grands portails chinois, et certains de ses essais ont été traduits en anglais sur son site Web. Ses écrits le situent à l'extrémité libérale du spectre politique en Chine. Dans une contribution datée du 17 mars 2017 sur Netease, un portail Web populaire, Yang Hengjun a écrit que les nombreux drames télévisés chinois sur la révolution communiste faussaient l'histoire, et que notre éducation et notre propagande propageaient « la haine à chaque instant ».
Dans une interview vidéo en 2008 avec Danwei, un blog populaire en anglais sur la Chine, Yang Hengjun indique qu'il préfère garder ses blogs sur un certain nombre de sites Web pour en répandre ses idées aussi largement que possible. Il précise qu'Internet permet aux Chinois d'apprendre rapidement et ouvertement les événements majeurs. Il a mentionné comment il a pu écrire cette année sur des sujets aussi controversés que le Tibet, le tremblement de terre du Sichuan et la démocratie occidentale sans se heurter à une censure envahissante.
Le 20 mars 2011, Yang Hengjun aurait disparu de l'aéroport de Guangzhou après avoir téléphoné à un ami pour signaler que trois hommes le suivaient. Les commentateurs ont imaginé qu'il avait été arrêté à la suite de la répression du gouvernement contre des militants, des avocats et des blogueurs après les appels à une révolution du Jasmin en Chine depuis février 2011. Il a ensuite contacté sa famille en Australie disant que sa disparition était un « malentendu ». « J'ai été malade, rien d'autre, et la batterie de mon téléphone était morte depuis deux jours, je n'ai donc pas pu contacter ma famille, je suis vraiment désolé d'avoir causé tant de problèmes dans les deux pays ».
Le 18 janvier 2019, il est arrêté à l'aéroport de Guangzhou alors qu'il est en provenance des États-Unis et attend une correspondance à destination de Shanghai. Le 24 janvier, les autorités annoncent son incarcération pour « atteinte à la sécurité nationale ». Durant sept mois, il est incarcéré au secret. Ce n'est que le 23 août 2019 qu'il est officiellement en état d'arrestation sous l’accusation d'espionnage. Marise Payne, la ministre australienne des Affaires étrangères déclare : « Nous nous attendons à ce que les normes fondamentales de justice et d'équité procédurale soient respectées. L'état de santé de M. Yang nous inquiète très sérieusement, ainsi que les conditions dans lesquelles il est détenu ». Fin mai 2021, l’ambassadeur d’Australie en Chine, Graham Fletcher, s’est vu interdire l’accès au tribunal de Pékin où se tenait le procès de Yang Hengjun, attitude qualifiée « d’arbitraire et opaque » par la ministre australienne des Affaires étrangères.
Yang Hengjun est condamné à mort avec sursis le 5 février 2024 à Pékin.